# Звягинки
Звяги́нки — село в Орловской области России.
В рамках организации местного самоуправления входит в Орловский муниципальный округ. В рамках административно-территориального устройства село являлось административным центром Образцовского сельсовета Орловского района.

## География
Село расположено на западе района (муниципального округа), в 5 км от границы с Заводским районом города Орла, на автотрассе Р120 Орёл  — граница Республики Беларусь (в сторону посёлка Нарышкино).
Основные реки — О́рлик.

## Население
| 2002 | 2010  |
| ---- | ----- |
| 1179 | ↘1131 |

Согласно результатам переписи 2002 года, в национальной структуре населения русские составляли 96 % от жителей.

## История
Городище первого тысячелетия нашей эры. Село принадлежало в XIX веке основателю Орловского театра С. М. Каменскому.
С 2004 до 2021 гг. в рамках организации местного самоуправления село являлось административным центром Образцовского сельского поселения, упразднённого вместе с преобразованием муниципального района со всеми другими поселениями путём их объединения в Орловский муниципальный округ.

## Инфраструктура
Производство
- АО «Звяги́нки»
- ООО «Звяги́нский крахмальный завод»
- ООО «Алютерра СК» дизайн и строительство фасадов

Магазины
- «Пятачок»
- «Домашний» ИП Шинявский
- «Лукошко» ИП Коровин

Связь
- Почта
- Телефонная связь в составе городской телефонной сети г. Орла

Соцкультбыт
- Старый сельский клуб в конце 1990-х признан аварийным, а через некоторое время был передан в жилой фонд.

Медицина
- Плещеевская ЦРБ — Звяги́нская врачебная амбулатория

Образование
- Звягинская средняя (полная) общеобразовательная школа
- Детский сад

Школа, построенная в 1911 году, признана аварийной и закрыта в конце 1990-х. В 1995 году сдана новая школа на берегу Орлика на 300 учащихся.
С января 2007 года детский сад стал дошкольным отделением Звяги́нской средней школы. Детский сад рассчитан на 90 мест.
Улицы
Административная, Васильковая, Заводская, Колхозная, Ленина, Луговая, Молодёжная, Садовая, Слободская, Школьная.

## Транспорт
Транспортное сообщение между селом и г. Орлом обеспечивается частными перевозчиками, курсируют микроавтобусы 107 маршрута (Орёл—Нарышкино).